# Довгі штани
«Довгі штани » (англ. Long Pants) — американська кінокомедія режисера Френка Капра 1927 року.

## Сюжет
Надто недовірливі і обережні батьки хочуть захистити свого сина Гаррі від поганих впливів, тому цей «дорослий хлопчик», носить короткі штани. Але всі їхні старання йдуть прахом, коли Гаррі, нарешті надів свою першу пару довгих штанів, і зустрічає злочинницю — красуню Бібі.

## У ролях
- Гаррі Ленгдон — Гаррі Шелбі
- Гледіс Брокуелл — його мама
- Алан Роско — його батько
- Прісцилла Боннер — Його наречена (Прісцилла)
- Альма Беннетт — красуня Бібі